# Diptychis geometrina
Diptychis geometrina là một loài bướm đêm trong họ Geometridae.